# 北京民族大学

北京民族大学地图

北京民族大学（Beijing Nationality University），简称“北民大”；学校创建于1984年，是经北京市教育委员会批准成立的一所全日制民办非学历高等教育机构。
据2018年6月学校官网显示，学校校区占地面积为419亩，校园建筑面积为12万平方米；有全日制在校学生2000余人，其中有30多个少数民族成分，少数民族学生占在校生的20%。
2018年7月4日，北京市教委发布通报，北京民族大学因存在混淆学历非学历性质虚假招生的问题，被责令停止招生。
2021年10月28日，北京市教委印发《北京市教育委员会关于10所民办学校办学许可证废止并注销的公告》（京教民〔2021〕26号），北京民族大学、北京东方大学、北京兴华大学等10所民办学校办学许可证到期后未依法予以延续，自公告之日起依法废止并注销。
2021年12月20日，北京民族大学宣布终止办学。